# Knyszyn-Cisówka
Knyszyn-Cisówka [ˈknɨʂɨn t͡ɕiˈsufka] est un village polonais de la gmina de Knyszyn dans le powiat de Mońki et dans la voïvodie de Podlachie. Il se situe à environ 5 kilomètres au sud-est de Knyszyn, à 17 kilomètres au sud-est de Mońki et à 23 kilomètres au nord-ouest de Bialystok. 
Le village compte approximativement 20 habitants.

## Géographie

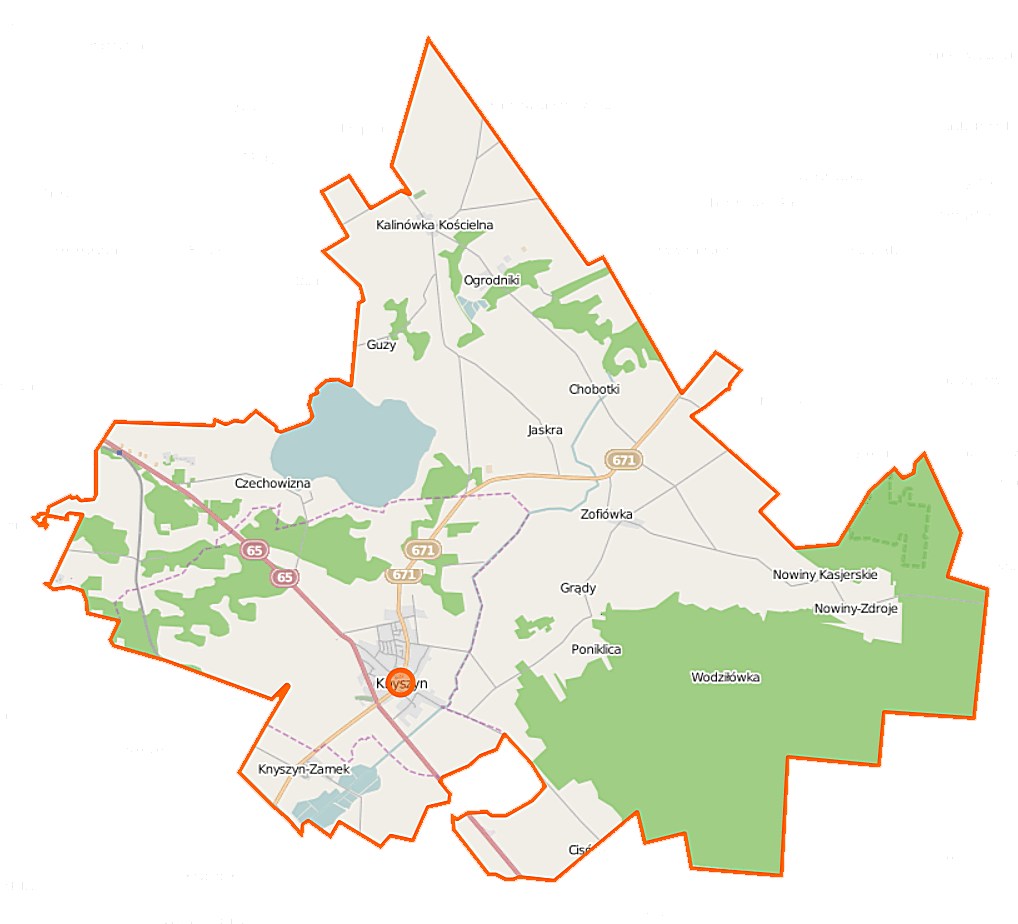
Carte de la gmina de Knyszyn.